# Rikuzen (provincie)

Kaart van de voormalige Japanse provincies met Rikuzen in het rood

Rikuzen (Japans: 陸前国, Rikuzen no kuni) is een voormalige provincie van Japan, opgesplitst in de huidige prefectuur Miyagi en prefectuur Iwate.

## Geschiedenis
- 7 december, 1868 (19 januari, 1869 volgens de gregoriaanse kalender) De provincie Rikuzen wordt opgericht uit de provincie Mutsu met 14 districten
- 1872 Een census schat de bevolking op 534,609

## Districten
- Kesen (気仙郡)
- Motoyoshi (本吉郡)
- Tome (登米郡)
- Kurihara (栗原郡)
- Tamatsukuri (玉造郡)
- Oshika (牡鹿郡)
- Monou (桃生郡)
- Tōda (遠田郡)
- Shida (志田郡)
- Kami (加美郡)
- Kurokawa (黒川郡)
- Miyagi (宮城郡)
- Natori (名取郡)
- Shibata (柴田郡)

Aki · Awa (Kanto) · Awa (Shikoku) · Awaji · Bingo · Bitchu · Bizen · Bungo · Buzen · Chikugo · Chikuzen · Chishima · Dewa · Echigo · Echizen · Etchu · Fusa · Harima · Hi · Hida · Hidaka · Higo · Hitachi · Hizen · Hoki · Hyuga · Iburi · Iga · Iki · Inaba · Ise · Ishikari · Iwaki (718) · Iwaki (1868) · Iwami · Iwase · Iwashiro · Iyo · Izu · Izumi · Izumo · Kaga · Kai · Kawachi · Kazusa · Keno · Kibi · Kii · Kitami · Koshi · Kozuke · Kushiro · Mikawa · Mimasaka · Mino · Musashi · Mutsu · Nagato · Nemuro · Noto · Oki · Omi · Oshima · Osumi · Owari · Rikuchu · Rikuzen · Riukiu · Sado · Sagami · Sanuki · Satsuma · Settsu · Shima · Shimōsa · Shimotsuke · Shinano · Shiribeshi · Suo · Suruga · Suwa · Tajima · Tamba · Tane · Tango · Teshio · Tokachi · Tosa · Totomi · Toyo · Tsukushi · Tsushima · Ugo · Uzen · Wakasa · Yamashiro · Yamato · Yoshino